# Agustín Sagasti
Agustín Sagasti Alegría (Munguía, 30 de septiembre de 1970 - 9 de noviembre de 2009) fue un ciclista español, profesional entre los años 1994 y 1995, durante los que consiguió una única victoria.

## Biografía

### Prometedor debut
Tras un prometedor paso por aficionados, en el que destaca su victoria en la Vuelta a Navarra en 1992, debutó como profesional en 1994, como integrante del también debutante equipo Fundación Euskadi. 
Su victoria en el sector matinal con final en Loyola de la última etapa de la Vuelta al País Vasco en abril de ese año, fue, además de su primera y única victoria como profesional, el primer triunfo del equipo Euskadi, pasando así a la historia de la escuadra como su primer ganador. Dicha victoria fue el fruto a una escapada en solitario de 80 kilómetros.

### Grave accidente
Sin embargo, su prometedor futuro como ciclista profesional (tenía 23 años) se vio truncado en junio de 1994 por un brutal accidente durante la disputa de la última etapa de la Vuelta a los Valles Mineros. Agustín Sagasti perseguía a 90 km/h a un grupo de escapados cuando en una curva apareció un Ford Fiesta en dirección contraria que lo atropelló, permaneciendo en coma hasta el día siguiente. A consecuencia del brutal impacto, Sagasti acabó minusválido, con importantes lesiones en el fémur y, sobre todo, su brazo izquierdo (el coche le seccionó el cúbito, el radio y el nervio cubital); debió permanecer cuatro meses hospitalizado, aunque pasaría alrededor de un año entre hospitales, siendo intervenido quirúrgicamente en seis ocasiones (cuatro en el brazo izquierdo).
Aunque el Euskadi le abonó seis millones de pesetas y seis mensualidades (en cumplimiento de la normativa), ninguno de los posibles culpables de una negligencia que concluyó en atropello, graves lesiones y la imposibilidad de seguir ejerciendo su profesión de ciclista asumió responsabilidad alguna: Unipublic (organizador de la prueba), Guardia Civil (encargada de impedir el acceso de coches a la carretera donde se disputaba la prueba), Federaciones Española y Asturiana de Ciclismo (que habían dado el visto bueno a la prueba) y el conductor que atropelló al ciclista).
La familia del ciclista llevó el caso a la Justicia, aunque el juzgado no emitió un veredicto hasta mayo de 1998, casi cuatro años después de los hechos. El Juzgado de Instrucción n.º. 1 de Mieres condenó a Unipublic, empresa organizadora de la prueba, a pagar al corredor setenta millones de pesetas en concepto de indemnización por no situar a un encargado de cortar el tráfico en el cruce en el que el Ford Fiesta entró en el trazado.

### Últimos años
Recibió un pequeño homenaje durante la presentación de 2007 del equipo Euskaltel-Euskadi (nombre actual de su antiguo y humilde equipo Euskadi, convertido ahora en una de las grandes escuadras del pelotón profesional).
Tras ejercer durante un tiempo como seleccionador en la Federación Vasca de Ciclismo, abandonó el deporte, "desilusionado" tras lo vivido. Con incapacidad laboral, realizó trabajos temporales gracias a iniciativas como las bolsas de trabajo para minusválidos, trabajando durante siete meses en el departamento de Hacienda de la Diputación Foral de Vizcaya. Sagasti dejó de trabajar para estudiar Ciencias Empresariales en la facultad.
Fue encontrado sin vida el 9 de noviembre de 2009 en su domicilio de la localidad vizcaína de Munguía.

## Palmarés
1994
- 1 etapa de la Vuelta al País Vasco

## Resultados en Grandes Vueltas y Campeonato del Mundo
Durante su carrera deportiva ha conseguido los siguientes puestos en las Grandes Vueltas y en los Campeonatos del Mundo en carretera:
| Carrera         | 1994 | 1995 |
| --------------- | ---- | ---- |
| Giro de Italia  | -    | -    |
| Tour de Francia | -    | -    |
| Vuelta a España | -    | -    |
| Mundial en Ruta | -    | -    |

-: No participa

Ab.: Abandono

## Equipos
- Euskadi (1994-1995)